# آلکساندروف، شهرستان گارولین
الکساندرا، بخش گاروالین (به لاتین: Aleksandrów, Garwolin County) یک منطقهٔ مسکونی در لهستان است که در Gmina Łaskarzew واقع شده‌است.